# Gorenje, Postojna
Gorenje je naselje v Občini Postojna.